# Majstriw
Majstriw (ukr. Майстрів) – wieś na Ukrainie, w obwodzie żytomierskim, w rejonie nowogrodzkim. W 2001 roku liczyła 512 mieszkańców.